# Special Bulletin
Special Bulletin é um telefilme estadunidense de 1983 dirigido por Edward Zwick e estrelado por Ed Flanders e Kathryn Walker. O filme foi transmitido pela primeira vezem 20 de março de 1983 pela rede NBC.

## Elenco e personagens
| Ator/atriz             | Papel                                 |
| ---------------------- | ------------------------------------- |
| Ed Flanders            | John Woodley (Âncora da RBS)          |
| Kathryn Walker         | Susan Myles (Âncora da RBS)           |
| Christopher Allport    | Steven Levitt (Repórter da WPIV)      |
| David Clennon          | Dr. Bruce Lyman (Terrorista)          |
| Rosalind Cash          | Frieda Barton (Terrorista)            |
| Roxanne Hart           | Megan "Meg" Barclay (Repórter da RBS) |
| David Rasche           | Dr. David McKeeson (Terrorista)       |
| Lane Smith             | Morton Sanders (Repórter da RBS)      |
| Ebbe Roe Smith         | Jim Seaver (Terrorista)               |
| Roberta Maxwell        | Diane Silverman (Terrorista)          |
| J. Wesley Huston       | Bernard Frost (WPIV)                  |
| William A. Gamble, Jr. | Comandante das Forças Especiais       |

## Recepção
Special Bulletin foi indicado a seis prêmios Emmy e ganhou quatro, incluindo Especial de Melhor Filme de Televisão. Ele também ganhou os prêmios Directors Guild of America e Writers Guild of America para Zwick e Herskovitz, bem como o Prêmio Humanitas.
O Washington Post descreveu-o como "uma paródia sombria astuta, perspicaz, sábia, ocasionalmente dilacerante e às vezes gravemente engraçada da cobertura de notícias da rede de TV".